# Гізатуллін Абдулла Губайдуллович
Абдулла Губайдуллович Гізатуллін (5 травня 1904 — 15 березня 1945) — радянський солдат, у роки німецько-радянської війни командир відділення 2-го ескадрону 60-го гвардійського кавалерійського полку 16-ї гвардійської кавалерійської дивізії 7-го гвардійського кавалерійського корпусу 61-ї армії Центрального фронту, гвардії сержант.
Один із 78 вояків сформованої в грудні 1941 року в місті Уфі 112-ї Башкирської кавалерійської дивізії, удостоєних звання Героя Радянського Союзу.

## Біографія
Абдулла Губайдуллович Гізатуллін народився 5 травня 1904 р. в селі Ібрагімово (сучасний Чишминський район). За національністю татарин. Освіта початкова. До початку Другої світової війни працював бригадиром тракторної бригади в радгоспі «Уршак» Чишминського району
Член ВКП(б) з 1938 року.
У РСЧА призваний в травні 1942 року Чишминським райвійськкоматом. Учасник війни з грудня 1942 р.
Командир відділення 2-го ескадрону 60-го гвардійського кавалерійського полку (16-а гвардійська кавалерійська дивізія, 7-й гвардійський кавалерійський корпус, 61-а армія, Центральний фронт) гвардії сержант А. Г. Гізатуллін у боях з німецькими загарбниками проявив виняткову хоробрість і мужність.
20 вересня 1943 р. в бою за с. Лопатіно Гомельської області А. Г. Гізатуллін відбив контратаку двох танків і піхоти ворога, і в подальшому наступі зі своїм відділенням придушив кулеметну точку ворога, що заважала просуванню наших частин.
28 вересня 1943 р. під артилерійським і кулеметним вогнем противника А. Г. Гізатуллін першим з ескадрону переправився на західний берег річки Дніпро. У запеклому бою за утримання плацдарму біля села Галки Брагінського району Гомельської області він особисто знищив 2 кулемети противника і тим самим дав можливість іншим підрозділам полку успішно форсувати річку. Після важкого поранення не залишив поле бою.
Указом Президії Верховної Ради СРСР від 15 січня 1944 року за зразкове виконання бойових завдань командування і проявлені мужність і героїзм у боях з німецько-фашистськими загарбниками гвардії сержантові Гізатулліну Абдуллі Губайдулловичу присвоєно звання Героя Радянського Союзу.
А. Г. Гізатуллін після лікування в госпіталі відправився на фронт, але потрапив не в свою частину, а став командиром гарматної обслуги в винищувальному протитанковому артполку.
Загинув 15 березня 1945 року. Похований у місті Устфав (Німеччина). Про місце знаходження могили нічого не відомо.

## Пам'ять
У Башкортостані шанують ім'я Героя. У Чишмах його ім'я носить вулиця. Ім'я А. Г. Гізатулліна викарбувано золотими літерами на меморіальних дошках разом з іменами всіх 78 Героїв Радянського Союзу 112-ї Башкирської (16-ї гвардійської Чернігівської) кавалерійської дивізії, встановлених у Національному музеї Республіки Башкортостан і в Музеї 112-ї Башкирської кавалерійської дивізії. У рідному селі школа носить ім'я Героя (Муніципальний бюджетний загальноосвітній заклад Середня загальноосвітня школа імені Абдулли Гізатулліна с. Ібрагімово муніципального району Чишминський район Республіки Башкортостан).